# Chiesa di Nostra Signora del Pianto (La Spezia)
La chiesa di Nostra Signora del Pianto è un edificio religioso cattolico situato nella frazione di Cadimare, in via della Marina, nel comune della Spezia. La chiesa è sede dell'omonima parrocchia del vicariato della Spezia I della diocesi della Spezia-Sarzana-Brugnato.

## Storia
L'ingrandimento del borgo marinaro di Cadimare nei secoli XVII e XVIII aveva creato l'esigenza di avere un proprio luogo di culto: la popolazione dell'epoca era invece dipendente dalla parrocchia di San Vito di Marola.
Nel 1715 una delegazione cadamota capitanata da Santo Giacomazzi e A. Carpena si recò a Roma per chiedere a Papa Pio VII l’autorizzazione a costruire una chiesa nel borgo, permesso rilasciato il 28 luglio 1734 da Papa Clemente XII. Venne dunque realizzata una cappella in località "Vallicella", vicino al “Forte S. Michele” verso Marola, dove veniva venerata la “Madonna dei Castagni”.
La costruzione dell’attuale Chiesa iniziò nel 1738 e terminò il 24 settembre 1741, venendo inizialmente consacrata come oratorio dedicato a San Lorenzo, ma rimanendo dipendente dalla Parrocchia di Marola, dipendenza che non fu mai accettata dagli abitanti di Cadimare ed originò numerose liti, furti di arredi sacri fra gli abitanti dei due borghi.
Il 13 luglio 1818 la chiesa di Cadimare venne elevata a Parrocchia dal Vescovo di Luni Giulio Cesare Pallavicini con dedicatoria a “Santa Maria Nuova”, non più dipendente dalla chiesa di Marola e il 28 settembre dello stesso anno venne nominato il primo parroco, don Girolamo Bacigalupi.
Nel 1835 il sacerdote Ildefonso Faggioni fece costruire l’Oratorio di Sant'Antonio, sito dove oggi si trova la cappella dedicata alla Madonna della Salute lungo l'attuale via Niccolò Fieschi (all'epoca non ancora esistente) in località "Piano", a fianco di un esistente convento e di un limitrofo cimitero.
Nel 1846 la chiesa principale di "Santa Maria Nuova" venne dedicata alla “Madonna del Pianto" come riporta il poeta marolino Agostino Falconi nelle "Rime" (1846).
Nel 1859 divenne parroco don Marcello Resico, reggendo la parrocchia fino al 1898; seguirono don Domenico Gasparini (1898 - 1913) sotto la cui rettoria fu dipinta la volta della chiesa nel 1904, don Giovanni Pellegrini  (1914 - 1958) che nel 1925 fece realizzare le due cappelle laterali, don Arno Fazioli (1958 - 1998), don Luciano Gattellini (1998 - 2001) e don Gianluigi Figone dal 2001 ad oggi.

## Descrizione
Le strutture murarie della chiesa, in pietra calcarea, poggiano su affioramenti rocciosi. L’edificio ha una pianta di forma rettangolare ed è a navata unica, con due cappelle laterali, di cui quella destra dedicata a San Lorenzo e quella sinistra a S. Erasmo, protettore dei naviganti.
Lo spazio del presbiterio, rialzato rispetto all’aula tramite due scalini, è separato da questa mediante una balaustra in marmo; l’altare in marmo qui ospitato sorge anch’esso leggermente rialzato. Sulla parete di fondo è posto il dipinto venerato come Madonna del Pianto. Dal presbiterio si accede ai locali della sacrestia, ricavati all’interno del volume adiacente al fianco sinistro della chiesa, presumibilmente aggiunto verso la metà del XX secolo; quest’ultimo volume ospita, al piano superiore, un salone parrocchiale e presenta copertura piana realizzata in cemento armato, con cornicione in aggetto sui muri d’ambito. L’aula è conclusa da una volta a vela ad una testa intonacata ed affrescata, che si imposta su quattro pilastri poligonali posti agli angoli dell’aula, al di sopra della trabeazione continua che corre lungo tutto il perimetro dell’edificio a coronamento delle pareti. La quota di sviluppo dell’aula è maggiore rispetto alla quota del presbiterio, anch’esso coperto da volta. Di conseguenza le falde di copertura dell’aula, costituita da un sistema di capriate lignee portanti il tavolato di tamponamento su cui poggia il manto in ardesia, sono impostate ad una quota superiore rispetto alle due falde che coprono il presbiterio. La copertura della cappella di San Lorenzo, invece, è indipendente e piana, costituita in cemento armato a singola armatura con calcestruzzo di qualità incerta. Allo stesso modo, anche i vano adiacenti il fianco sinistro presentano una copertura piana. L’interno della chiesa è interamente decorato: le pareti e gli elementi architettonici quali i pilastri e l’alta trabeazione perimetrale sono decorati con finti marmi, mentre le volte sono dipinte con temi figurativi, databili entro i primi due decenni del Novecento. La controfacciata ospita una cantoria sostenuta da due esili colonnine e protetta da una balaustra.
La facciata esterna è scandita in due ordini: il primo comprende l’ingresso principale, al centro, sormontato da una nicchia ospitante una statua ed è ripartito da quattro lesene; così come all’interno, le lesene del prospetto “sorreggono” un’alta trabeazione che separa in altezza i due ordini. Nel secondo ordine prosegue la ripartizione delle lesene, fino a culminare, ai lati, in due volute e, al centro, nel più alto frontone.  La chiesa si affaccia su un sagrato di forma irregolare e pavimentazione in ciottoli, oggetto di recente recupero. Il campanile, coevo alla costruzione della chiesa ed anch’essa costituita da muratura in pietrame, si innalza oltre la linea di colmo del tetto: la torre ospita una cella campanaria aperta da quattro monofore, dentro cui sono alloggiate tre antiche campane di bronzo, risalenti al XVIII e XIX secolo. La torre culmina con un tamburo poligonale sul quale poggia una cupola con manto in ardesia. La chiesa è stata oggetto di restauro, nel 2002, per quanto riguarda i fronti, il campanile e il manto di copertura, che è stato ripristinato in ardesia in sostituzione di un precedente manto in tegole marsigliesi.